# 子都
子都（？—？），姬姓，名閼（中古切韵：【釋文】於葛反），又稱公孫閼，字子都，春秋時期鄭國大夫。爲鄭國公族，是著名美男子。《詩經·鄭風》有：“不見子都，乃見狂且。”《孟子·告子》有：“至于子都，天下莫不知其姣也。不知子都之姣者，无目者也。”
前712年夏，鄭莊公與魯隱公伐許國時，子都與潁考叔（「潁」，中古擬音：jyengx）爭車不成，在戰場中暗箭射死潁考叔。鄭莊公得知後，未懲罰子都，僅在祭祀時詛咒射潁考叔者。以此故事爲題材，有名爲《罰子都》（又作《伐子都》）的包括京劇及小说《东周列国志》在内的許多文藝作品，其中考叔之魂索走子都性命。
其後人取其字爲姓，即都姓來源之一。

## 公子閼
《左传·庄公十六年》又记载有公子閼，一些学者认为他就是公孫閼（子都）。前680年，郑厉公归国复位，因为公子閼作为祭足的同党，参与前697年驱逐厉公的行动，所以郑厉公在前678年九月将他杀死。

## 相關文藝作品
京劇：《伐子都》